# Jazztage Idar-Oberstein

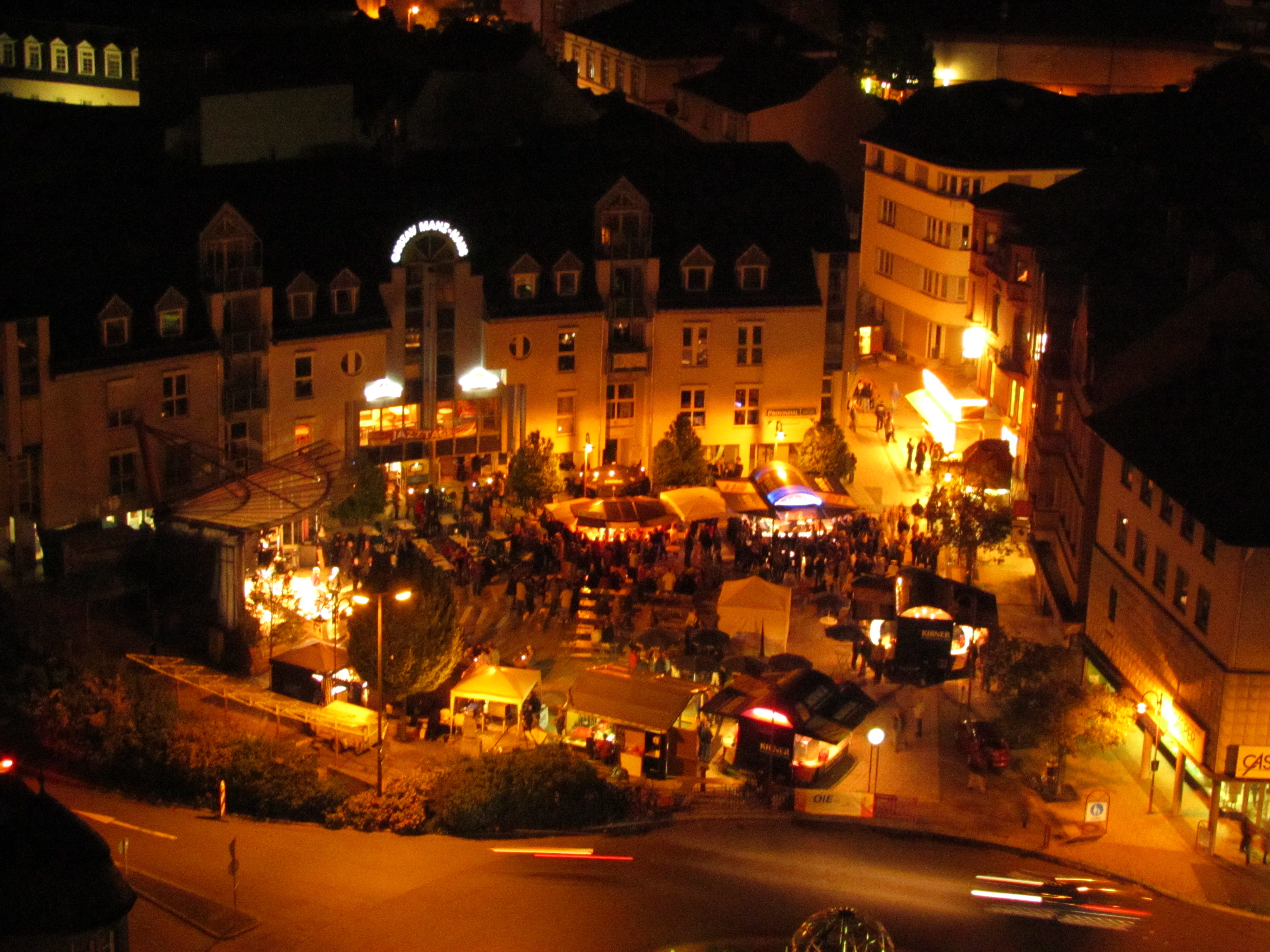
Idar-Obersteiner Jazztage bei Nacht

Die Jazztage Idar-Oberstein werden seit 1996 jährlich an drei aufeinander folgenden Tagen, zwischen Ende Mai und Anfang Juni, im Rahmen des Kulturfestivals Idar-Oberstein leuchtet von der Stadt Idar-Oberstein veranstaltet.
Jeweils von Freitag bis Sonntag treten auf fünf Freilichtbühnen in der Idarer Fußgängerzone bis zu 25 Ensembles aus den Bereichen Jazz und Popmusik auf. Das Zentrum der Veranstaltung mit der größten Bühne ist auf dem Schleiferplatz; weitere Bühnen sind am Café Eckstein, am Maler-Wild-Platz, am oberen Ende der Fußgängerzone und die Hofbühne in der Mitte der Fußgängerzone.
Die Bandbreite der dargebotenen Musik reicht von Bebop bis Zydeco. Seit 1996 waren u. a. Hazy Osterwald, Hugo Strasser, Dusko Goykovich, die Barrelhouse Jazzband, die Frankfurt City Blues Band, Brian Auger, Ron Williams, Wolfgang Schmid, Ernie Watts, Matthias Schriefl mit der Unterbiberger Hofmusik, Wolfgang Engstfeld, Rolf Kühn und Solisten der hr-Bigband zu Gast. Jedes Jahr dabei ist die Golden Swing Big Band, eine Amateur-Formation aus Idar-Oberstein.
Die Jazztage Idar-Oberstein werden jährlich von etwa 5000 Gästen besucht. Da der Eintritt frei ist, werden die Besucher gebeten, auf freiwilliger Basis Buttons zu kaufen, deren Erlös zur Mitfinanzierung der Veranstaltung verwendet wird. Die weiteren Kosten werden hauptsächlich durch die Stadt Idar-Oberstein getragen.